# Sten Sture Młodszy Svantesson
Sten Sture Młodszy Svantesson (szw. Sten Sture den yngre, Sten Svantesson Sture) (ur. w 1492 lub 1493, zm. 3 lutego 1520) – mąż stanu i szwedzki regent (szw. riksföreståndare) w latach 1512–1520 w okresie Unii Kalmarskiej. Syn regenta Svante Nilssona Sture i jego pierwszej żony Iliany Erengisladotter lub Erengisledotter (z rodu Gädda). Pochodził z rodu Natt och Dag. W  1511 poślubił  Kristinę Nilsdotter z rodu Gyllenstierna (1494 – 1559), córkę członka rady królewskiej (szw. riksrådet) Nilsa Erikssona z rodu Gyllenstierna oraz Sigrid Eskilsdotter z rodu Banér.
Uważany za zdolnego polityka i dowódcę wojskowego.
Kiedy zmarł jego ojciec, Svante Nilsson, miał zaledwie 18 lat. Regentem został wybrany, przez radę królewską, kiedy obiecał kontynuować negocjacje z Danią.